# Niels Andersen (skuespiller)
 Der er flere personer med dette navn, se Niels Andersen.
Niels Andersen (født 7. august 1942) er en dansk skuespiller, men studerede oprindelig teatervidenskab på Københavns Universitet med Holberg som speciale. Han har spillet på Studenterscenen og fik i 1966 sin debut på Det Kongelige Teater. Han forlod kort efter teatret efter et et opgør med dets stivnede traditioner, repræsenteret af ikke mindst Poul Reumert. Siden har Niels Andersen ikke arbejdet på etablerede scener.
Han har spillet i teatergruppen Banden og Vandrefalken og har i 2004 – sammen med dramaturgen Niels Damkjær – taget initiativ til Holberg Teatret i Kalundborg, der blev etableret i 2006.
Han har medvirket i eller instrueret følgende Holberg-komedier: Den ellefte Juni, Den Politiske Kandestøber, Mascarade, Erasmus Montanus, Henrich og Pernille, Hexerie eller Blind Allarm, Den Stundesløse, De usynlige og Jeppe på Bierget.
Han instruerede i 2006 for Ringsted Sommerspil Broder Gregers.

## Ekstern henvisning
- Niels Andersen på Internet Movie Database (engelsk)
- Niels Andersen på Filmdatabasen
- Niels Andersen på danskefilm.dk
- Niels Andersen på danskfilmogtv.dk
- Niels Andersen på Scope
- Niels Andersen på Svensk Filmdatabas (svensk)
- Niels Andersen på The Movie Database (engelsk)